# 滝霊王

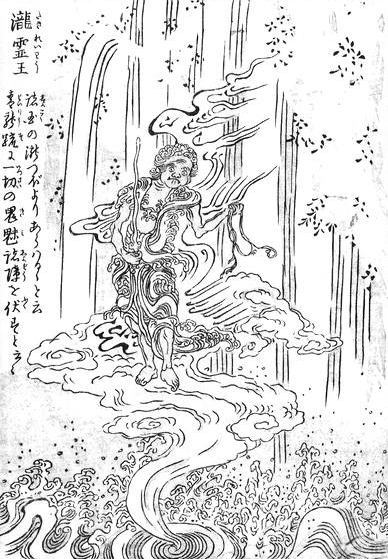
鳥山石燕『今昔百鬼拾遺』より「滝霊王」

滝霊王（たきれいおう）は、鳥山石燕による江戸時代の妖怪画集『今昔百鬼拾遺』にある妖怪。
滝の中に不動明王が現れた姿で描かれており、石燕による解説文では「諸国の滝つぼよりあらはるると云 青竜疏に一切の鬼魅諸障を伏すと云々」と述べられている。詳細は不明だが、実際には妖怪ではなく、不動明王そのものを描いたとの説もある。
また、滋賀県の天台宗の寺院・葛川息障明王院には、かつて開祖の相応和尚が滝壺から引き揚げた霊木で不動明王像を彫って尊体としたという伝説があるが（詳細は明王院 (大津市)#相応による草創を参照）、この伝説をモデルとして描いたものが滝霊王だとする解釈もある。